# Gerbillus syrticus
Gerbillus syrticus är en däggdjursart som beskrevs av Misonne 1974. Gerbillus syrticus ingår i släktet Gerbillus och familjen råttdjur. Inga underarter finns listade i Catalogue of Life.
Gnagaren beskrevs efter en individ från Libyen. Arten godkänns inte av IUCN. Där listas Gerbillus syrticus som synonym till Gerbillus henleyi.